# 瀬菜モナコ
瀬菜 モナコ（せな モナコ、7月11日 - ）は、日本の漫画家・イラストレーター。男性。別ペンネームに御影 甲六（みかげ こうろく）がある。
『コミックメガストア』（コアマガジン）2003年7月号掲載の『ご褒美 Pop'n Shot』で成人向け漫画家として商業デビュー。2000年代後半からはゲームやライトノベルのコミカライズ、トレーディングカードゲームのイラストなどに活動範囲を広げている。

## 主な作品
特に注記の無い場合は瀬菜モナコ名義。

### 漫画
オリジナル
- MAEBARI美少女決戦! イマジネ・バナー（秋田書店『チャンピオンRED いちご』Vol.1 - 9） 単巻
- ウラカタ!（秋田書店『ヤングチャンピオン烈』2006年Vol.1） 御影甲六名義。読み切り、未単行本化

コミカライズ
- 快盗天使ツインエンジェル（原作：サミー、角川書店『月刊コンプエース』2007年10月号 - 2009年9月号） 全3巻
  - 聖チェリーヌ学園の人々（『快盗天使ツインエンジェル』公式サイト） ウェブコミック
- ダンタリアンの書架 ダリアンDays[1]（原作：三雲岳斗 キャラクター原案：Gユウスケ、角川書店『月刊コンプエース』2010年5月号 - 2011年12月号） 単巻
- 穢翼のユースティア（原作：オーガスト、角川書店『月刊コンプエース』、2012年6月号 - 2013年8月号） 全2巻
- 龍ヶ嬢七々々の埋蔵金 The Animation[2]（原作：鳳乃一真 キャラクター原案：赤りんご、角川書店『月刊コンプエース』2014年3月号 - 未完） 御影甲六名義、1巻。
- selector stirred WIXOSS（原作：LRIG ストーリー原案：岡田麿里、ホビージャパン『ウィクロスマガジン』2015年Vol.1 - 2016年Vol.5） 単巻
- 魔眼と弾丸を使って異世界をぶち抜く!（原作：かたなかじ、キャラクター原案：赤井てら、ホビージャパン『コミックファイア』2019年3月11日 - ） 既刊3巻

成人向け作品
- イチャメチャ（ティーアイネット MUJIN COMICS、2005年）
- Utopia of Wonder Film（コアマガジン メガストアコミックス、2006年）

### イラスト
- ボーダーブレイク ネメシス・デイ（吉田雄一 原作：セガ 、ホビージャパン、2012年）
- 世直し暗黒神の奔走 ――人間好きすぎて人間に転生した――（岡沢六十四、HJノベルス、2016年 - 2017年）